# قطعه شناسانه منبع یکسان
قطعهٔ شناسانهٔ یکسان (انگلیسی: Uniform Resource Identifier fragment fragment) به صورت کوتاه شده URI) fragment) یک رشته از نویسه‌ هاست که در یک (Hyper text) به منظور اشاره به یک منبع سیستم به کار می‌رود که خود بخشی از یک منبع اصلی دیگر است. آن منبع اصلی با کمک یک شناسهٔ منبع یکسان شناسایی می‌شود و قطعاتش هر یک شناسه‌ای مختص خود دارند.
به عنوان نمونه، برای شناساندن یک محتوای وب از مکان‌ یاب منبع یکسان (URL که به آن نشانی وب هم می‌گویند) استفاده می‌شود و هر گاه یک علامت مربع (#) در انتهای آن قرار بگیرد، آنچه پس از این علامت می‌آید به عنوان شناسهٔ یک قطعه (معمولاً یک بخش از صفحهٔ وب) تلقی می‌شود. قالب کلی قطعهٔ شناسهٔ منبع یکسان در RFC 3986 توضیح داده شده‌است. علامت مربع خود جزئی از شناسهٔ قطعه تلقی نمی‌شود.